# ماغنوس بيرغ
ماغنوس بيرغ (بالنرويجية البوكمول: Magnus Berg)‏ هو نقاش خشب ‏ ورسام نرويجي، ولد في 28 نوفمبر 1666 في النرويج، وتوفي في 31 مارس 1739 في كوبنهاغن في الدنمارك.